# Thomas Veazey
Thomas Veazey, född 31 januari 1774 på Cherry Grove i Cecil County, Maryland, död 1 juli 1842 på Cherry Grove i Cecil County, Maryland, var en amerikansk politiker (whig). Han var guvernör i delstaten Maryland 1836–1839.
Veazey var son till Edward och Elizabeth Veazey. Han var gift tre gånger. År 1794 gifte han sig med Sarah Worell, 1798 med Mary Maria Veazey och 1812 med Mary Wallace. Han var far till elva barn. År 1795 utexaminerades han från Washington College i Chestertown i Maryland.
Veazey efterträdde 1836 James Thomas som guvernör och efterträddes 1839 av William Grason.
Anglikanen Veazey gravsattes på en familjekyrkogård i Cecil County.